# Tissierellaceae
Tissierellaceae ist eine Familie von Bakterien. Die Arten vertragen keinen Sauerstoff, sie sind streng anaerob. Einige tolerieren auch Sauerstoff (aerotolerant), führen aber keine Atmung mit Sauerstoff durch. Sie gewinnen durch die Fermentation Energie. Einige Arten können auch mit Eisen oder Schwefelverbindungen die anaerobe Atmung durchführen. Die einzelnen Vertreter wurden aus anaeroben Vergärungsanlagen, heißen Süßwasserquellen, Motoröltanks sowie menschlichem Blut und Fäkalien isoliert. Tepidimicrobium ferriphilum kann radioaktive Strahlung von bis zu 10 Kilogray tolerieren.

## Merkmale
Die Mitglieder der Familie Tissierellaceae haben eine Zellwandstruktur vom Gram-positiven Typ, es können aber auch Gram-variable Färbungen auftreten. Bei Schnurera ultunensi tritt ausschließlich ein gram-negatives Ergebnis auf. Die meisten Arten sind beweglich und bilden Sporen.

## Stoffwechsel
Die einzelnen Arten können durch die Gärung (Fermentation) Energie gewinnen. Einige können auch Schwefelverbindungen oder Eisen als Elektronenakzeptator durch die anaerobe Atmung nutzen. Endprodukte der Gärung können, je nach Art, Acetat, Butyrat oder Isovaleriansäure sein. Einige Arten, wie Tissierella creatinophila, T. creatinini und Keratinibaculum paraultunense können Kreatinin als Kohlenstoff- und Energiequelle nutzen. Bei T. creatinophila wird Kreatinin über Kreatin, Sarcosin und Glycin vollständig zu den Produkten Acetat, Monomethylamin, Ammoniak und Kohlendioxid abgebaut. Das Wachstum ist von der Zugabe von Selen abhängig und kann durch Formiat stimuliert werden, was auf die Beteiligung einer Kreatinreduktase, Sarkosinreduktase und/oder Glycinreduktase hinweist. T. creatinophila wurde aus einem Abwasserbecken einer Zuckerraffinerie isoliert. Die Art T. creatinini kann ebenfalls Kreatinin und zusätzlich einige verwandte stickstoffhaltige Verbindungen, aber nicht Kreatin, nutzen.
Tepidimicrobium ferriphilum kann mit Hilfe der anaerobe Atmung von Eisen Energie gewinnen. Hierbei kann die Art Eisen(III)-Verbindungen wie Eisen(III)-oxid oder Eisen(III)-Citrat nutzen. Die Art kann auch durch die Reduktion von Nitrat Energie erzeugen (Nitratatmung). Die verwandte Art T. xylanilyticum kann neben Eisen auch Schwelverbindungen nutzen. So reduziert es Thiosulfat und elementaren Schwefel zu Schwefelwasserstoff. Des Weiteren kann es Fumarat zu Succinat und Selenit zu elementarem Selen reduzieren. Glukose kann T. xylanilyticum zu den Verbindungen Acetat, Ethanol (Alkohol), Butyrat, Wasserstoff und Kohlendioxid fermentieren. Die Art könnte für die industrielle Herstellung von Wasserstoff von Interesse sein. Auch die Art Soehngenia saccharolytica kann Sulfit and Thiosulfat als Elektronenakzeptator nutzen. Sporanaerobacter acetigenes kann elementaren Schwefel als Elektronenakzeptator nutzen, die Verbindungen Sulfat, Thiosulfat, Sulfit, Nitrat oder Nitrit werden von dieser Art nicht genutzt. Die Art kann auch die Stickland-Reaktion mit Isoleucin als Elektronendonor und Glycin oder Serin als Elektronenakzeptor durchführen.

## Systematik
Die Familie Tissierellaceae wurde 2020 von Keja Wu eingeführt. Sie zählt zu der Ordnung Tissierellales.
Die Typusgattung ist Tissierella, sie wurde 1986 von Collins und Shah aufgestellt.
Es folgt eine Liste einiger Gattungen:
- Anaerosalibacter Rezgui et al. 2012
- Gudongella Wu et al. 2020
- Keratinibaculum Huang et al. 2015
- "Paratissierella" Liu et al. 2021
- Schnuerera Lawson 2020
- Soehngenia Parshina et al. 2003
- Sporanaerobacter Hernandez-Eugenio et al. 2002
- Tepidimicrobium Slobodkin et al. 2006
- Tissierella Collins and Shah 1986
- "Urmitella" Pham et al. 2017

## Ökologie
Tepidimicrobium toleriert relativ hohe Temperaturen. Die Art T. xylanilyticum zeigt bestes Wachstum bei 60 °C, T. ferriphilum bei 50 °C. Die zuerst beschriebene Art T. ferriphilum wurde aus einer Süßwasser-Thermalquelle im Tal des Flusses Bargusin in der Republik Burjatien im asiatischen Teil Russlands isoliert. T. xylanilyticum stammt aus dem Schlamm eines Klärwerks in China, in dem kommunale Feststoffabfälle und Abwässer behandelt werden.
T. ferriphilum kann eine Exposition gegenüber Gammastrahlung mit einer Dosis von 5–10 Kilogray überleben.
Anaerosalibacter bizertensis wurde aus Lagertanks isoliert, in denen Abfälle, die beim Recycling von ausrangierten Motorölen anfielen, gelagert wurden. Anaerosalibacter massiliensis wurde aus der Stuhlprobe eines Mannes isoliert. Untersuchungen von 16S rRNA-Gen-Sequenzen, zeigten das Vorhandensein von Anaerosalibacter-Vertretern auch im Darm von Mäusen. Anaerosalibacter toleriert recht hohe Salzwerte, worauf der Gattungsname hinweist („salis“ ist das lateinische Wort für Salz). So liegt der Salzgehalt für das Wachstum zwischen 0 und 10 % NaCl (w/v) mit einem Optimum bei 0,5 %, je nach Art.
Gudongella oleilytica wurde aus ölhaltige Schlamm in einer Entsorgungsanlage des Shengli-Ölfelds in China isoliert. Es ist anaerob, toleriert aber auch geringe Sauerstoffgehalte. Schnuerera ultunensis wurde aus Schlamm einer anaeroben Kläranlage isoliert. Urmitella timonensis wurde von einem Kind isoliert, welches an Kwashiorkor (Hungerödem) litt.
Tissierella wurde in Bezug auf die Biolaugung von Schwermetallen wie Gold, Silber, Zinn, Kupfer, Zink und Blei untersucht. Hierbei wurde ein Bakterienkonsortium eingesetzt, neben Tissierella waren hierbei auch  Acidiphilium und Leptospirillum vertreten. Bei einer Untersuchung des Hákarl, ein isländisches Gericht, welches durch Fermentation von Fleisch des Grönlandhais hergestellt wird, wurden Hinweise auf nahe Verwandte von Tissierella creatinophila gefunden.